# 대서양림쥐속
대서양림쥐속(Delomys)은 비단털쥐과 목화쥐아과에 속하는 설치류 속의 하나이다. 3종이 알려져 있으며, 모든 종이 아르헨티나와 브라질의 대서양림에서 발견된다.

## 하위 종
- 알티몬타누스대서양림쥐 (Delomys altimontanus)
- 줄무늬대서양림쥐 (Delomys dorsalis)
- 엷은색대서양림쥐 (Delomys sublineatus)